# Carl Thonning
Carl Gustav Peter Thonning (født 29. juni 1855 i København, død 17. november 1926 på Frederiksberg) var en dansk arkitekt. Han arbejdede først inden for rammerne af historicismen og byggede senere i en nybarok stil.
Carl Thonning gik på Teknisk Skole 1866-68, var aspirant på Søkadetskolen 1869-73, kom i tømrerlære 1874 og blev svend 1876, gik på C.V. Nielsens Tegneskole og kom slutteligt på Kunstakademiet, hvor han gik 1875-1883. Han var undervejs ansat hos Ove Petersen 1876-79, hvis datter Julie Laura Petersen han ægtede, Ferdinand Meldahl og Albert Jensen og stadsarkitekt Ludvig Fenger. Med rejseunderstøttelse fra Marineministeriet rejste han på togter til søs og til Dansk Vestindien i 1879.
Han var bygningsinspektør i Københavns Kommune 1889-1922, teknisk konsulent og arkitekt for Vridsløselille Statsfængsel fra 1892, medlem af Den særlige Patentkommission og opmand i Tømrerlauget. 
Han er begravet på Vestre Kirkegård.

## Værker
- Apoteket, H.C. Ørsteds Vej 19B, Frederiksberg (1881, ombygget 1922, nedlagt)
- Aarhuus Privatbank, Kannikegade 4-6, Aarhus (1886-87, udvidet af Hack Kampmann 1905, nedrevet 1929 og erstattet af en ny bygning af Axel Høeg-Hansen 1931-32)
- Teknisk Skole, Rungstedvej 13, Hørsholm (1906, udvidet af Victor Christensen 1929, nedlagt)

I København:
- Studenterhjemmet, siden 1917 Suhrs Husholdningsskole og seminar, Pustervig 8 (1895, senere udvidet)
- Studentersamfundet, nu anneks til Københavns Universitet, Bispetorvet 1-3 (1899-1901, sammen med Emil Jeppesen, ombygget af Gotfred Tvede for Københavns Handelsstand 1917)
- Forretningsejendommen Centrum, Vestergade 10/Studiestræde 19 (1900-01)
- Tobaksfabrikken Brdr. Brauns hjørneejendom, Kattesundet 13 (1906-07)
- Hjørneejendom, Frederiksberggade 11 (1911, 1913-15)
- Bispebjerg Skole, Frederiksborgvej 107, Bispebjerg (1911-12, udvidet af Axel Ekberg 1931)
- Ombygning af Københavns Amts Ting- og Arresthus, Blegdamsvej 6 (forhøjet og pudset, udbygning ved gavle 1913, arrestforvalterbolig 1920, østre fløj 1927-28 af Emil Jørgensen)
- Villa for grosserer Carl Olesen, nu Aldershvile Slotspavillon, Bagsværd (1917)

### Projekter
- Bebyggelse ved Rådhuspladsen i København (1900)
- Ombygning af Hofteatret, Christiansborg (1901-02)
- Ejendom for Brødrene Bruun Kattesundet 1/Vestergade 13, København (1907)

### Dekorative arbejder
- Mindesmærke for Peder Skram, Østbirk Kirkegård (1886, udført af Otto Evens, sammen med Hans Chr. Petersen og C.N. Overgaard)
- Deltog i udsmykningen af Marmorkirkens alter (1894)